# 武元文平
武元 文平（たけもと ぶんぺい、1939年（昭和14年）11月15日 - ）は、日本の政治家、司法書士。元石川県七尾市長（旧1期、2期）。

## 略歴
1939年（昭和14年）、石川県七尾市に生まれる。法政大学経済学部卒業。北陸電力を経て、司法書士事務所を開業する。1985年（昭和60年）に七尾市議会議員に補欠当選（5期）し、2001年（平成13年）10月に（旧）七尾市長選に出馬し、当選する。2004年（平成16年）9月に市町合併に伴い失職し、同年11月の七尾市長選に当選し、初代市長に就任する。2008年（平成20年）11月に再選を果たす。2012年の市長選には出馬せず引退。

## 参考
- 北國新聞-七尾市長に武元氏再選
- 北國新聞-武元市長が不出馬表明　七尾市長選「役割果たした」
- 北國新聞1985年11月24日朝刊
- 北國新聞2001年10月3日朝刊